# Луконин, Михаил Кузьмич
Михаи́л Кузьми́ч Луко́нин (29 октября 1918, Астраханская губерния — 4 августа 1976, Москва) — русский советский поэт, журналист, военный корреспондент.

## Биография
Родился 29 октября 1918 года в семье почтового служащего в селе Килинчи (ныне Приволжский район, Астраханская область). Отец умер от тифа в 1920 году. Детство провёл с матерью и старшей сестрой в селе Быковы Хутора на Волге (теперь на этом месте Волгоградское водохранилище).. Когда ему исполнилось 12 лет, семья переехала в Сталинград на объявленную Всесоюзную комсомольскую стройку тракторного завода и проживала в, так называемом, Тракторном посёлке. Здесь он стал учеником фабрично-заводской школы, работал на Сталинградском тракторном заводе.
В 7 классе посещал литературный кружок и играл в футбол в заводской команде. Осенью 1934 года вышел сборник литкружковцев «Голоса молодых», куда вошли и первые стихи Михаила Луконина.
В 1936 году вышел сборник стихотворений Луконина — «Разбег».
В 1937 году окончил Сталинградский учительский институт, одновременно работая литсотрудником в газете «Молодой ленинец», в 1938—1941 годах учился в Литературном институте. В Литературном институте Луконин познакомился с Константином Симоновым.
Участник советско-финской войны 1939—1940 годов, стрелок лыжного батальона.
С сентября 1941 года повторно призван Главным Политуправлением в РККА. Во время Великой Отечественной войны — военный корреспондент армейской газеты «Сын Родины». 10 октября 1941 года был ранен в бою за деревню Негино. Попал в окружение, и в течение месяца вместе с Сергеем Наровчатовым выходили из него на Елец. У поэта есть стихотворение «В Ельце» (1941) — о том, как шли бои за город.
Член ВКП(б) с 1942 года. В августе 1942 года во время первых налетов на Волгу погибла мать Луконина — Наталья Ефимовна.
Приказом ВС 13-й армии Брянского фронта №: 65/н от: 21.09.1942 года писатель редакции армейской газеты «Сын Родины» техник-интендант 1-го ранга Луконин М. К. награждён медалью «За боевые заслуги» за создание ряда патриотических произведений, в частности поэмы «Подвиг» (воспевающей храбрость 6 разведчиков 148-й дивизии, занявших село Приволье), также поэмы «Леонид Маркиш», стихов «Встреча», «Правосудие», «Сыну», «Красная Армия», подвигающих красноармейцев на борьбу с фашистскими захватчиками, и также за участие вместе с разведчиками в операции по ночному захвату «языка» и вынос с поля боя раненого политрука Кабина.
Приказом ВС 5-й гв. ТА №: 29 от: 15.10.1945 года старший лейтенант Луконин награждён медалью «За победу над Германией в Великой Отечественной войне 1941—1945 гг.».
Член СП СССР с 1946 года. Секретарь правления СП СССР с 1971 года.
Умер 4 августа 1976 года. Похоронен в Москве на Новодевичьем кладбище (участок № 9).

## Семья
- жена — Анна Николаевна Елисафенко (1919—1996), врач. Училась в Сталинградском медицинском институте.
  - сын — Николай Михайлович Луконин (род. 22 мая 1941 г.). Жил в Кемерово и работал преподавателем специальных дисциплин в Кемеровском профессионально-техническом техникуме[5].
- жена — Татьяна Николаевна Кормилицына, училась вместе с М.Лукониным в Литинституте, на поэтическом семинаре Владимира Луговского.
  - сын — Сергей Михайлович Луконин[6] (род. 1942 г.). Писатель, автор книг и сборников для детей, журналист, художник[7].
  - дочь — Анна Михайловна Луконина (род. 22 января 1944 г.).
- жена — Галина Семеновна Сокол-Луконина (1928—2013), которая впоследствии стала женой Евгения Евтушенко.
- жена — Анна Васильевна Антоненко-Луконина, актриса Московского драматического театра на Малой Бронной, Народная артистка России.
  - дочь Анна (род. 22 ноября 1970 г.). В 1993 году окончила Литературный институт (специализация «Художественный перевод»). Замужем, сын и дочь[8].

## Творчество
Временами стихи Луконина напоминают о В. В. Маяковском из-за графической разбивки строк. Его любовная лирика иногда обнаруживает поэтическую силу, но ей не хватает ритма. Даже в сталинские времена хвалили скорее замыслы произведений Луконина, чем их исполнение; позднее советские критики писали об его беспомощности, недостатке концентрации и искусственной усложнённости.
Широкую известность получили строки Луконина о фронтовиках Великой Отечественной войны: «Но лучше прийти с пустым рукавом, чем с пустой душой».

## Луконин М. К. против Солженицына и Сахарова
- Луконин М. К. подписал Письмо группы советских писателей в редакцию газеты «Правда» 31 августа 1973 года о Солженицыне и Сахарове

## Награды и премии
- Сталинская премия второй степени (1949) — за поэму «Рабочий день» (1948), в которой каждый день понимается как этап в строительстве советского общества[11]
- Государственная премия СССР (1973) — за сборник стихов «Необходимость» (1969)
- орден Ленина
- орден Трудового Красного Знамени (28.10.1967)
- медаль «За боевые заслуги» (21.09.1942)
- медаль «За оборону Москвы»
- медаль «За победу над Германией в Великой Отечественной войне 1941—1945 гг.» (15.10.1945)[4]

## Память
На доме 23 по ул. Новый Арбат, в котором с 1972 по 1976 год жил Михаил Луконин, установлена мемориальная доска в его честь.
Музей-квартира писателя в Волгограде (Волгоград, ул. Маршала Чуйкова,31).
Имя писателя присвоено Волгоградскому дому литераторов.
В память о поэте названы улицы:
- в посёлке Водстрой города Волгограда.
- в Астрахани

## Сочинения
- Луконин, М. К. Разбег: Сб. авторов Сталинградской области. — Сталинград, 1938.
- Луконин, М. К. Сердцебиение. — М.: «Молодая гвардия», 1947.
- Луконин, М. К. Дни свиданий. — М.: «Советский писатель», 1947.
- Луконин, М. К. Рабочий день. Поэма. — 1948.
- Луконин, М. К. Лирика. — 1950.
- Луконин, М. К. Дорога к миру. Поэма. — 1951.
- Луконин, М. К. Стихи дальнего следования. — М.: «Советский писатель», 1956.
- Луконин, М. К. Годы. Лирика. — М.: «Молодая гвардия», 1958.
- Луконин, М. К. Стихотворения и поэмы. — М.: «Госполитиздат», 1958.
- Луконин, М. К. Клятва. — М.: «Воениздат», 1962.
- Луконин, М. К. Признание в любви. Поэма. — М.: «Гослитиздат», 1963.
- Луконин, М. К. Товарищ поэзия: Сб. статей. — М.: «Советский писатель», 1963.
- Луконин, М. К. Преодоление. — М.: «Советский писатель», 1964.
- Луконин, М. К. Корни гор: Стихи о Грузии и переводы / Ред.: Р. Маргиани. — Тбилиси: «Литература да хеловнеба», 1966. — 220 с. — 10 000 экз.
- Луконин, М. К. Передовая. — М., 1973.